# Freibeuter (Zeitschrift)
Freibeuter, Untertitel Vierteljahreszeitschrift für Kultur und Politik, war eine linksgerichtete Zeitschrift aus dem Wagenbach-Verlag. Die Ausgaben erschienen vierteljährlich im Paperback-Format, die Nummern waren auch im Abonnement erhältlich. Jede Nummer hatte ein Schwerpunktthema, dem etwa ein Viertel des Inhalts gewidmet war. Insgesamt erschienen 80 Ausgaben zwischen 1979 und 1999.

## Geschichte
Der Name knüpfte an Pier Paolo Pasolinis Freibeuterschriften an, die kurz zuvor in deutscher Übersetzung bei Wagenbach erschienen waren und dem in den 1970er Jahren durch wiederholte Hausdurchsuchungen, Strafprozesse und Kollektivierung in Mitleidenschaft gezogenen Verlag einen enormen ökonomischen Erfolg bescherte. Dadurch wurde auch die Gründung der Zeitschrift ermöglicht. Sie verstand man auch als Reaktion auf die zunehmende Verengung im Denken der Neuen Linken in Deutschland:

„[Es] hatte ja so ausgesehen, als zerfalle die Linke nur noch, in Eskapisten, Theoriefeinde, linkshaberische Planstelleninhaber. Wollte eine Zeitschrift demgegenüber ermutigend und anstiftend wirken, musste sie nicht nur manch säuberlich deutsch voneinander Getrenntes zusammenbringen, sondern auch außerhalb der deutschen Misere nach Argumenten und Heiterkeit suchen.“

Die Auflage lag Ende der 1980er Jahre je nach Ausgabe bei 6.000 – 8.000 Exemplaren, kurz vor Einstellung bei 5.000 Exemplaren. Herausgeber waren Klaus Wagenbach (1979–1999), Barbara Herzbruch (1979–1991), Thomas Schmid (1979–1985), später Barbara Sichtermann (1981–1999) und Heinrich von Berenberg (1986–1999).

## Liste der einzelnen Ausgaben
| Nr. | Jahr | Schwerpunktthema                                       |
| --- | ---- | ------------------------------------------------------ |
| 1   | 1979 | Auseinandervereinigung. Bitte weitergehen!             |
| 2   | 1979 | Frauen in Gesellschaft                                 |
| 3   | 1980 | Lust auf Städte                                        |
| 4   | 1980 | Der aufregende Markt                                   |
| 5   | 1980 | Verführung zum Lernen                                  |
| 6   | 1980 | Landleben – eine Unruhestiftung                        |
| 7   | 1981 | Überich – ohne mich?                                   |
| 8   | 1981 | Zwanzig Jahre Mauer                                    |
| 9   | 1981 | Angst vor Technik?                                     |
| 10  | 1981 | Ungleichheit, Brüderlichkeit                           |
| 11  | 1982 | Krisen des Sozialstaats                                |
| 12  | 1982 | Architektur. Avantgarde oder Massengeschmack?          |
| 13  | 1982 | Dritte Pfade der „Dritten Welt“                        |
| 14  | 1982 | Die Oberfläche der Bundesrepublik                      |
| 15  | 1983 | Das grüne Ei                                           |
| 16  | 1983 | Franz Kafka, nachgestellt                              |
| 17  | 1983 | Mord und Totschlag                                     |
| 18  | 1983 | Frisch gewendet – halb gewonnen?                       |
| 19  | 1984 | Arbeitsplätze, an- und abgeschafft                     |
| 20  | 1984 | Julio Cortázar                                         |
| 21  | 1984 | Geilheit                                               |
| 22  | 1984 | „Befreites Wohnen“                                     |
| 23  | 1985 | Dienstpersonal                                         |
| 24  | 1985 | Vom Kleinschreiben der Geschichte                      |
| 25  | 1985 | Freibeuterei                                           |
| 26  | 1985 | Junge Leute – rundum positiv                           |
| 27  | 1986 | Fröhliche Wissenschaft                                 |
| 28  | 1986 | Gewalt-Monopol und Einzelhandel                        |
| 29  | 1986 | Vaterschaften                                          |
| 30  | 1986 | Vom Schuldenmachen                                     |
| 31  | 1987 | Meinung und Milieu                                     |
| 32  | 1987 | Leistung                                               |
| 33  | 1987 | Satzspiegeleien                                        |
| 34  | 1987 | Vom Hören neuer Töne                                   |
| 35  | 1988 | Kapitalismus auf den zweiten Blick                     |
| 36  | 1988 | Wie schreibt man Geschichte?                           |
| 37  | 1988 | Lokomotive Italien                                     |
| 38  | 1988 | Das 19. Jahrhundert im 20.                             |
| 39  | 1989 | 1789 – Eine Exportbilanz                               |
| 40  | 1989 | Die Sprünge der Natur                                  |
| 41  | 1989 | Zukunft der Bücher – ein internationales Marktgeschrei |
| 42  | 1989 | Pasolini, Freibeuter                                   |
| 43  | 1990 | Neues Deutschland                                      |
| 44  | 1990 | Medien sehen dich an                                   |
| 45  | 1990 | Verfassungen und andere Revolutionen                   |
| 46  | 1990 | Zeit zum Denken                                        |
| 47  | 1991 | Die guten Sitten                                       |
| 48  | 1991 | Frauen und ihr Bild                                    |
| 49  | 1991 | Spanien – abseits von innen                            |
| 50  | 1991 | Die ungeliebte Moderne                                 |
| 51  | 1992 | Beseelte Gesellschaft                                  |
| 52  | 1992 | Osteuropa – Eine Entgiftung                            |
| 53  | 1992 | Der Sozialismus und westliche Lebenslüge               |
| 54  | 1992 | Der kranke Mann am Ärmelkanal                          |
| 55  | 1993 | Kraut, Boches, Moffen, Jekkes                          |
| 56  | 1993 | Berlin – Größenwahn und Schrebergarten                 |
| 57  | 1993 | Anpassung und Verrat                                   |
| 58  | 1993 | Erotik im Zeitalter der Pornographie                   |
| 59  | 1994 | Der Wohlfahrtsausschuss tagt                           |
| 60  | 1994 | Kinder und Umgebung                                    |
| 61  | 1994 | Der deutsche Sonderweg – eine Sackgasse                |
| 62  | 1994 | Fiktionen, abgehakt und eingezäunt                     |
| 63  | 1995 | 8. Mai 1945. Vom Wegräumen der Geschichte              |
| 64  | 1995 | Rausch                                                 |
| 65  | 1995 | Kanon                                                  |
| 66  | 1995 | Mut und Ehre?                                          |
| 67  | 1996 | Wie wirtschaften?                                      |
| 68  | 1996 | Linke Lebensläufe                                      |
| 69  | 1996 | Warum Leute zusammenkommen                             |
| 70  | 1996 | Klatschgeschichten                                     |
| 71  | 1997 | Hunger                                                 |
| 72  | 1997 | Versportung                                            |
| 73  | 1997 | Vom Verschwinden                                       |
| 74  | 1997 | Berliner Störungen                                     |
| 75  | 1998 | Wilde Weiber                                           |
| 76  | 1998 | Perversionen                                           |
| 77  | 1998 | Das Ende der Ära Kohl – eine Schadensaufnahme          |
| 78  | 1998 | Nimmt der Staat ab oder zu?                            |
| 79  | 1999 | Mehrheiten                                             |
| 80  | 1999 | Deutschland                                            |